# Billaea
Billaea (лат.) — род тахин подсемейства Dexiinae.

## Описание
Темя у самцов уже, чем у самок. лобно-орбитальные пластинки покрыты многочисленными тонкими волосками. Щеки под глазами. Щёки хорошо развиты их высота может составлять до 70 % высоты глаза. Первый членик усика в 1,5-4,5 раза длиннее второго. Ариста опушенная или перистая. Щупики имеются. Переднегрудь не опушена. Передняя и задняя замыкательные створки задних дыхалец груди имеют разный размер. Отрезок костальной жилки между впадением субкостальной и радиальной снизу без волосков. Костальный шип отсутствует. Радиальная жилка R4+5 сверху и снизу с 2-3 короткими черными волосками. Задняя радиальная ячейка (r4+5) обычно открытая. Синтергит брюшка (1 и 2 сегменты) по середине с углублением достигающим заднего края.

## Биология
Хозяевами личинок Billaea являются преимущественно личинки жуков из семейств пластинчатоусые и усачи, которые развиваются в гнилой древесине. Иногда паразитируют в долгоносиках и златках.

## Классификация
В составе рода насчитывают около 74 вида:
- Billaea adelpha (Loew, 1873)
- Billaea africana (Villeneuve, 1935)
- Billaea argentaurea (Townsend, 1939)
- Billaea atkinsoni (Baranov, 1934)
- Billaea biserialis (Portschinsky, 1881)
- Billaea brevicauda Zhang & Shima, 2015
- Billaea capensis van Emden, 1947
- Billaea carinata Zhang & Shima, 2015
- Billaea cerambycivora (Guimarães, 1977)
- Billaea chinensis Zhang & Shima, 2015
- Billaea claripalpis (van der Wulp, 1895)
- Billaea communis Mesnil, 1976
- Billaea decisa (Curran, 1927)
- Billaea edwardsi (van Emden, 1947)
- Billaea erecta (Aldrich, 1934)
- Billaea ficorum (Townsend, 1916)
- Billaea flava Zhang & Wang, 2015
- Billaea fortis (Rondani, 1862)
- Billaea friburgensis (Guimarães, 1977)
- Billaea giacomeli (Guimarães, 1977)
- Billaea gigantea (Wiedemann, 1824)
- Billaea grandis Mesnil, 1976
- Billaea impigra Kolomiets, 1966
- Billaea intermedia (Portschinsky, 1881)
- Billaea interrupta (Curran, 1929)
- Billaea interrupta (Curran, 1927)
- Billaea irrorata (Meigen, 1826)
- Billaea kolomyetzi Mesnil, 1970
- Billaea kosterae (Guimarães, 1977)
- Billaea kurahashii Zhang & Shima, 2015
- Billaea lata (Macquart, 1849)
- Billaea lateralis (Curran, 1927)
- Billaea lativentris van Emden, 1947
- Billaea malayana Malloch, 1929
- Billaea maritima (Schiner, 1862)
- Billaea marmorata (Meigen, 1838)
- Billaea menezesi (Guimarães, 1977)
- Billaea micronychia Zhang & Shima, 2015
- Billaea minor (Villeneuve, 1913)
- Billaea monohammi (Townsend, 1912)
- Billaea montana (West, 1924)
- Billaea morosa Mesnil, 1963
- Billaea nipigonensis Curran, 1926
- Billaea orbitalis van Emden, 1947
- Billaea ovata Mesnil, 1976
- Billaea papei Zhang & Shima, 2015
- Billaea pectinata (Meigen, 1826)
- Billaea plaumanni (Guimarães, 1977)
- Billaea quadrinota Kolomiets, 1966
- Billaea rhingiaeformis van Emden, 1959
- Billaea rhynchophorae (Blanchard, 1937)
- Billaea robusta Malloch, 1935
- Billaea rubens (Wiedemann, 1830)
- Billaea rubida O’Hara & Cerretti, 2016
- Billaea rufiventris (Townsend, 1929)
- Billaea rutilans (Fabricius, 1781)
- Billaea satisfacta (West, 1925)
- Billaea setigera Zhang & Shima, 2015
- Billaea setosa (Macquart, 1844)
- Billaea shannoni (Guimarães, 1977)
- Billaea sibleyi (West, 1925)
- Billaea sjostedti Speiser, 1910
- Billaea solivaga Mesnil, 1976
- Billaea steini (Brauer & Bergenstamm, 1891)
- Billaea triangulifera (Zetterstedt, 1844)
- Billaea trivittata (Curran, 1929)
- Billaea trochanterata Mesnil, 1970
- Billaea vanemdeni Fennah, 1959
- Billaea velutina Mesnil, 1976
- Billaea versicolor (Curran, 1927)
- Billaea verticalis Shima & Zhang in Zhang et al., 2015
- Billaea villeneuvei (Curran, 1927)
- Billaea vitripennis Mesnil, 1950
- Billaea zimini Kolomiets, 1966

## Распространение
Встречаются во всех зоогеографических областях, наибольшим видовым богатством характеризуются Палеарктика и Афритропика.

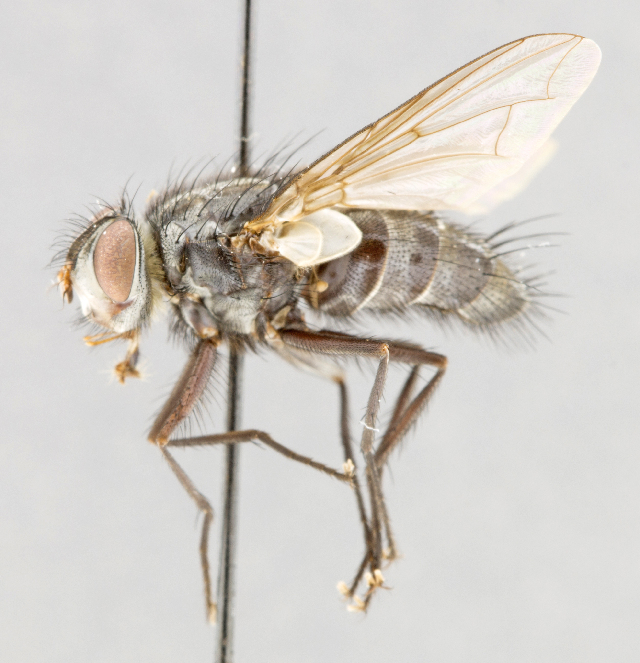
Billaea nipigonensis
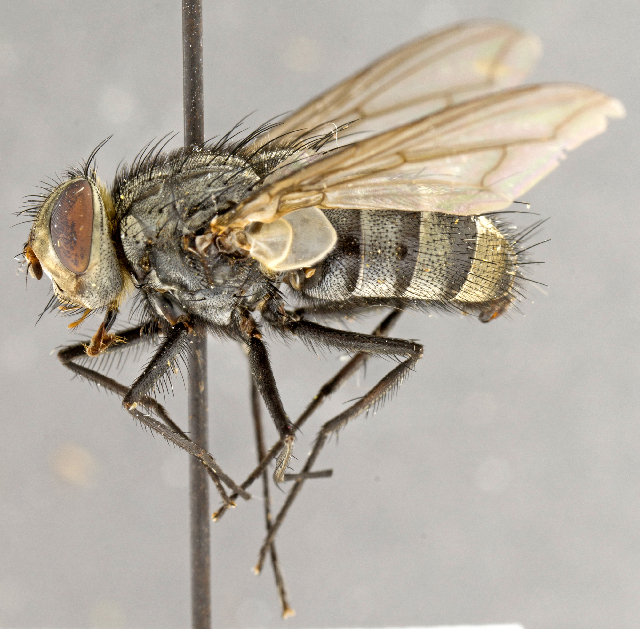
Billaea satisfacta
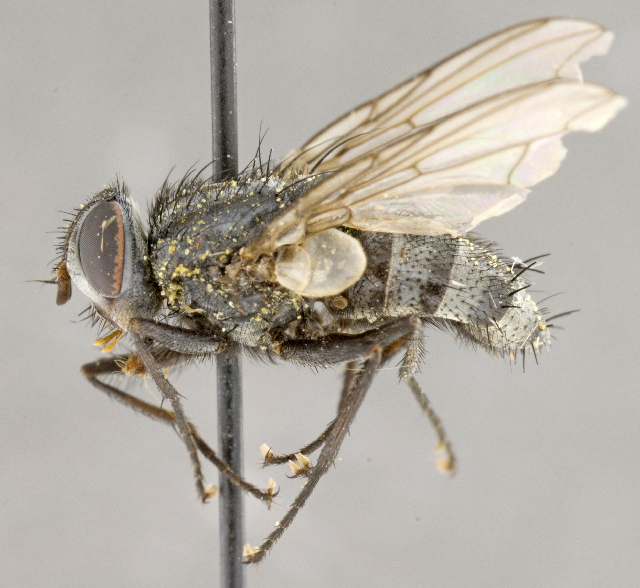
Billaea sibleyi
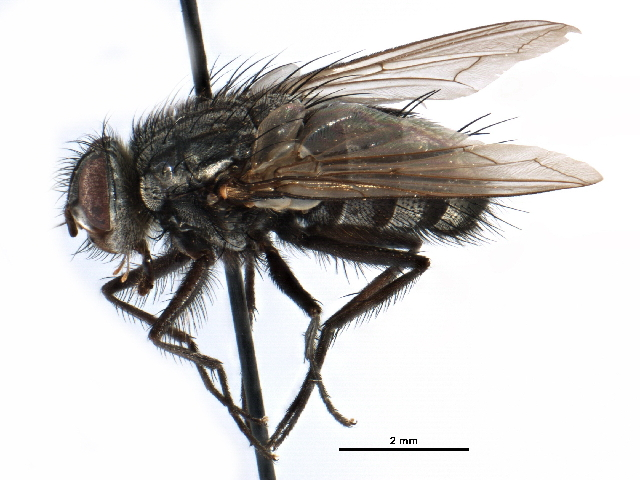
Billaea trivittata